# 巴川街道
巴川街道，是中华人民共和国重庆市铜梁区下辖的一个乡镇级行政单位。

## 行政区划
巴川街道下辖以下地区：
东方社区、和平社区、东城社区、正街社区、龙山社区、体育街社区、白龙社区、八一路社区、仙鱼社区、大雁村、接龙村、玉皇村、千年村和盘龙村。